# James Arthur Watkins

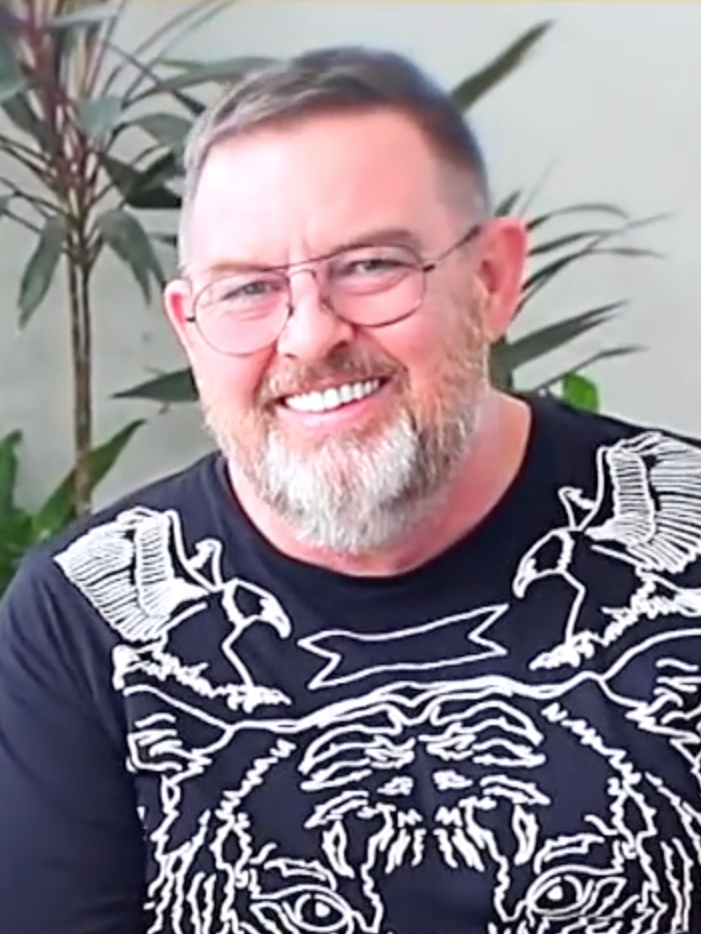
James Arthur Watkins (2015)

James Arthur „Jim“ Watkins (* 20. November 1963 in Dayton, Washington) ist ein amerikanischer Geschäftsmann, QAnon-Verschwörungstheoretiker und Betreiber der Imageboard-Website 8chan/8kun und der Textboard-Website 5channel. Watkins und sein Sohn, Ron Watkins, sind mutmaßliche Urheber von Q und haben enge Verbindungen zur QAnon-Bewegung.

## Leben und Karriere
James Arthur Watkins wuchs auf einer Familienfarm in Mukilteo, Washington, auf. Seine Mutter arbeitete bei Boeing und sein Vater bei einer Telefongesellschaft.
Watkins trat 1982 im Alter von 18 Jahren in die Armee der Vereinigten Staaten ein und diente bis 1998 oder 1999. Während seiner Zeit bei der Armee arbeitete er als Hubschraubermechaniker und Rekrutierer. 1994 erreichte er den Rang eines Sergeant First Class. Die Armee schickte ihn 1987 auf eine Technologieschule in Virginia, wo er zum IT-Experten ausgebildet wurde.
Im Jahr 1998, als er noch Soldat war, erstellte Watkins eine Website für japanische Pornografie mit dem Namen „Asian Bikini Bar“. Indem er die in den Vereinigten Staaten hostete, konnte er die strenge Pornographiezensur in Japan umgehen. Später benannte er das Unternehmen in „N.T. Technology“ um, was laut Watkins ein bedeutungsloses Akronym war, das den Kauf von Pornografie auf den Kreditkartenabrechnungen unauffälliger machen sollte. Seine Firma N.T. Technology mit Sitz in Reno, Nevada verkaufte zunächst Werbung und später auch Web-Hosting-Dienste an andere japanische Websites für Erwachsenenunterhaltung, die nicht in Japan gehostet werden konnten. 1998/1999, während der Dotcom-Blase, verließ Watkins die Armee, um sich auf N.T. Technology zu konzentrieren. Im Oktober 2020 berichtete Mother Jones, dass N.T. Technology Domains mit Namen gehostet hatte, die Verbindungen zu Kinderpornografie vermuten ließen. Watkins wies die Behauptung als Verleumdung zurück.
Watkins betrieb in der Folge ein Bio-Restaurant in Manila, das inzwischen geschlossen ist. Im Jahr 2005 eröffnete Watkins ein in Manila ansässiges Softwareunternehmen namens Race Queen, das in der Folge in den philippinischen Arbeitsvisa für mehrere Mitarbeiter von Watkins als Arbeitgeber aufgeführt wurde.
2016, als er die Seite 8chan kaufte, gründete Watkins eine Nachrichten-Website namens The Goldwater (benannt nach dem ehemaligen Präsidentschaftskandidaten Barry Goldwater). Der Inhalt der Website wurde von der Washington Post als „bemerkenswert verschwörerisch und amateurhaft“ bezeichnet. Die Videos auf The Goldwater wurden von amerikanischen Mitarbeitern von Watkins und von mehreren „attraktiven philippinischen Frauen“ moderiert, die in stark akzentuiertem Englisch Pro-Donald-Trump-Nachrichten verbreiteten. Watkins selbst trat in einigen der Videos unter dem Pseudonym Jim Cherney auf.  In einem Video wurde die Pizzagate-Verschwörungstheorie angesprochen. Watkins erklärte, er glaube, dass der Kindersex-Ring existiere, aber nicht, dass er mit einer Pizzeria in Verbindung stehe.
Im Oktober 2021 kündigte Watkins über Telegram seine Kandidatur für den US-Kongress an. Bei den Wahlen zum Repräsentantenhaus von Arizona wollte er für die Republikanische Partei antreten.
Watkins behauptete in einem Stream im September 2022, dass er das Doxing-Forum Kiwi Farms gekauft habe, nachdem es von mehreren Webhosting-Diensten entfernt worden war, und dass er es und 8kun zurück ins Clearnet bringen wolle. Die Ankündigung stieß auf gemischte Reaktionen bei den Nutzern von Kiwi Farms, und der Eigentümer der Seite, Joshua Moon, dementierte dies in einem Telegram-Post.

## QAnon
Die QAnon-Verschwörungstheorien mit rechtsextremem Hintergrund wurden ab 2017 von einer mysteriösen Person oder Gruppe namens „Q“ verbreitet, die ursprünglich auf 4chan postete, später aber zu 8chan wechselte. Q hat gesagt, dass sie nie außerhalb von 8chan posten werden.
Viele Erforscher von Verschwörungstheorien glauben, dass Watkins oder sein Sohn, Ron Watkins, mit Q zusammenarbeiten, Q kennen oder dessen Identität angenommen haben. Als 8chan im August 2019 nach drei Massenschießereien vom Netz genommen wurde, hörte Q auf zu posten; als es im November wieder online ging, tauchte Q wieder auf. Der QAnon-Forscher Marc-Andre Argentino sagte im März 2020, dass er aufgrund einer Analyse der Beiträge von Q davon ausgeht, dass Watkins seit Herbst 2019 als Q gepostet hat. Ebenfalls im März 2020 meinte der QAnon-Forscher Mike Rothschild, dass für die Q-Poster ein Leichtes wäre, ein anderes Forum zu nutzen oder einen kryptografischen Schlüssel zur Verfügung zu stellen, um ihre Authentizität auf einer anderen Seite zu beweisen. Der einzige Grund, Q auf 8chan zu halten sei, dass Watkins persönlich mit ihm verbunden ist." In einem Interview in einer Episode des Podcasts Reply All vom September 2020 erklärte Brennan, dass er glaubt, dass der Q-Account ursprünglich von jemand anderem betrieben wurde, dass aber Watkins und sein Sohn die Kontrolle über die Persona übernommen haben, höchstwahrscheinlich im Dezember 2017.  Watkins und sein Sohn Ron Watkins haben die Kenntnis der Identität von Q abgestritten. Als Watkins im September 2019 vor dem Ausschuss für Innere Sicherheit des US-Repräsentantenhauses aussagte, trug er einen QAnon-Anstecker.
Im Februar 2020 gründete Watkins ein Super PAC mit dem Namen „Disarm the Deep State“, das politische Kandidaten unterstützt, die die QAnon-Verschwörungstheorie unterstützen. Watkins ist als Schatzmeister der Gruppe aufgeführt. Am 6. Juni 2022 distanzierte sich Watkins bei seiner Aussage unter Eid vor dem Sonderausschuss des US-Repräsentantenhauses zum Anschlag vom 6. Januar von der Verschwörungstheorie und behauptete, QAnon sei „von den linken Medien fabriziert“, „hauptsächlich“ von Media Matters, das seiner Meinung nach „von George Soros finanziert wird“.

## Privates
Während Watkins mit der Armee in Südkorea stationiert war, lernte er seine erste Frau, Ton Sun, kennen. Im Jahr 1987 bekamen sie ihr erstes Kind, Ronald „Ron“. Wegen Watkins’ Militärdienst zog die Familie oft um, wobei sie die längste Zeit in Mukilteo, Washington, verbrachte. Watkins und Ton Sun ließen sich scheiden. Im Oktober 2001 reiste Watkins nach Manila und heiratete dort seine zweite Frau Liezel. Watkins lebt seit 2007 dauerhaft auf den Philippinen. Er interessiert sich für Yoga und sammelt Füllfederhalter. Auf seinem YouTube-Kanal veröffentlicht er außerdem Videos, in denen er Hymnen singt und Bibelverse rezitiert.